# Microsoft Silverlight
Microsoft Silverlight este un cadru de aplicație pentru scrierea și rularea aplicațiilor de tip Rich Internet cu caracteristici și scopuri similare cu cele din Adobe Flash.

## Moonlight
Microsoft a lucrat cu Novell Inc pentru a sprijini Silverlight pentru Linux, numit Moonlight, și proiectul a început pe mono-project.com. Dezvoltarea a fost oprită în 2012 din cauza succesului slab al proiectului Silverlight.

## Versiuni
- Silverlight 1

Prima versiune de Silverlight a fost lansat în 2007. Acesta a constat din prezentarea cadrului de bază care este responsabil pentru interfața cu utilizatorul (UI), interactivitate și date introduse de utilizator, controalele de bază UI, grafică și animație, redare media prin administrarea drepturilor digitale (DRM) și integrarea DOM.
- Silverlight 2

Silverlight 2 a inclus o versiune a NET Framework, implementat complet Common Language Runtime (CLR) Versiunea NET Framework 3.0  să poată executa programe scrise în oricare limbaj NET.
- Silverlight 3

Silverlight 3 a fost anunțat pe 12 septembrie 2008 și a prezentat la MIX09 din Las Vegas pe 18 martie 2009. Suportă accelerarea grafică a hardware-ului - permite descărcarea compunerii video și grafice compunere a fi pe un GPU. Acest lucru poate reduce dramatic utilizarea procesorului și permite rdarea video-urilor HD pentru a funcționa pe calculatoare mai vechi.
- Silverlight 4

Versiunea finală a fost lansat pe 15 aprilie 2010. Silverlight 4 aduce funcționalități noi precum suportul pentru printare, funcția drag and drop sau cea de WCF RIA care face mai ușoară recuperarea, manipularea și salvarea datelor pe server. O altă noutate este funcția Pivot care reprezintă o modalitate de a vizualiza și de a lucra foarte ușor cu seturi mari de date, această nouă funcție reușind să valorifice cantitatea tot mai mare de informație disponibilă. Printre companiile care folosesc Silverlight ca aplicație de business se numără companii precum Dell, Siemens, Bank of America, Xerox, Asociated Press sau SAP. 
- Silverlight 5

Silverlight 5 a fost lansat pe 9 decembrie 2011. Noile caracteristici incluse sunt decodarea media hardware pentru H.264, Vector Post-scriptum pentru a îmbunătăți calitatea de ieșire, dimensiunea fișierului și o grafică mai bună cu suport 3D care utilizează API-ul XNA pe platforma Windows pentru a câștiga nivel de acces scăzut la GPU pentru vertex shaders și de nivel scăzut primitiv 3D. Silverlight 5 poate funcționa pe procesoare pe 64 de biți înseamnă că poate fi rulat sub un browser pe 64 de biți.

## Dispozitive mobile
Microsoft a anunțat Silverlight 1.0 pentru Windows Mobile 6 care oferă animații, grafică vectorială, redare media și permite dezvoltatorilor pentru a aduce experiențe bogate multimedia pentru dispozitivele mobile. Nokia a anunțat pe 4 martie 2008 planul de a face Microsoft Silverlight disponibil pentru Symbian OS S60, pentru dispozitivele cu seria 40 și tabletele de Internet Nokia. 